# الکساندرا، جیمینا ریبنو
الکساندرا، جیمینا ریبنو (به لاتین: Aleksandrów, Gmina Rybno) یک منطقهٔ مسکونی در لهستان است که در Gmina Rybno, Masovian Voivodeship واقع شده‌است.